# اللحج

تعديل مصدري - تعديل

اللحج هي إحدى حارات حي أنامر أسفل بمدينة إب اليمنية، بلغ تعداد سكانها 195 نسمة حسب تعداد اليمن لعام 2004.